# 朴槿令
朴槿令（パク・クルリョン、1954年6月30日 - ）は、大韓民国の教育者、政治家、社会事業家である。

## 来歴

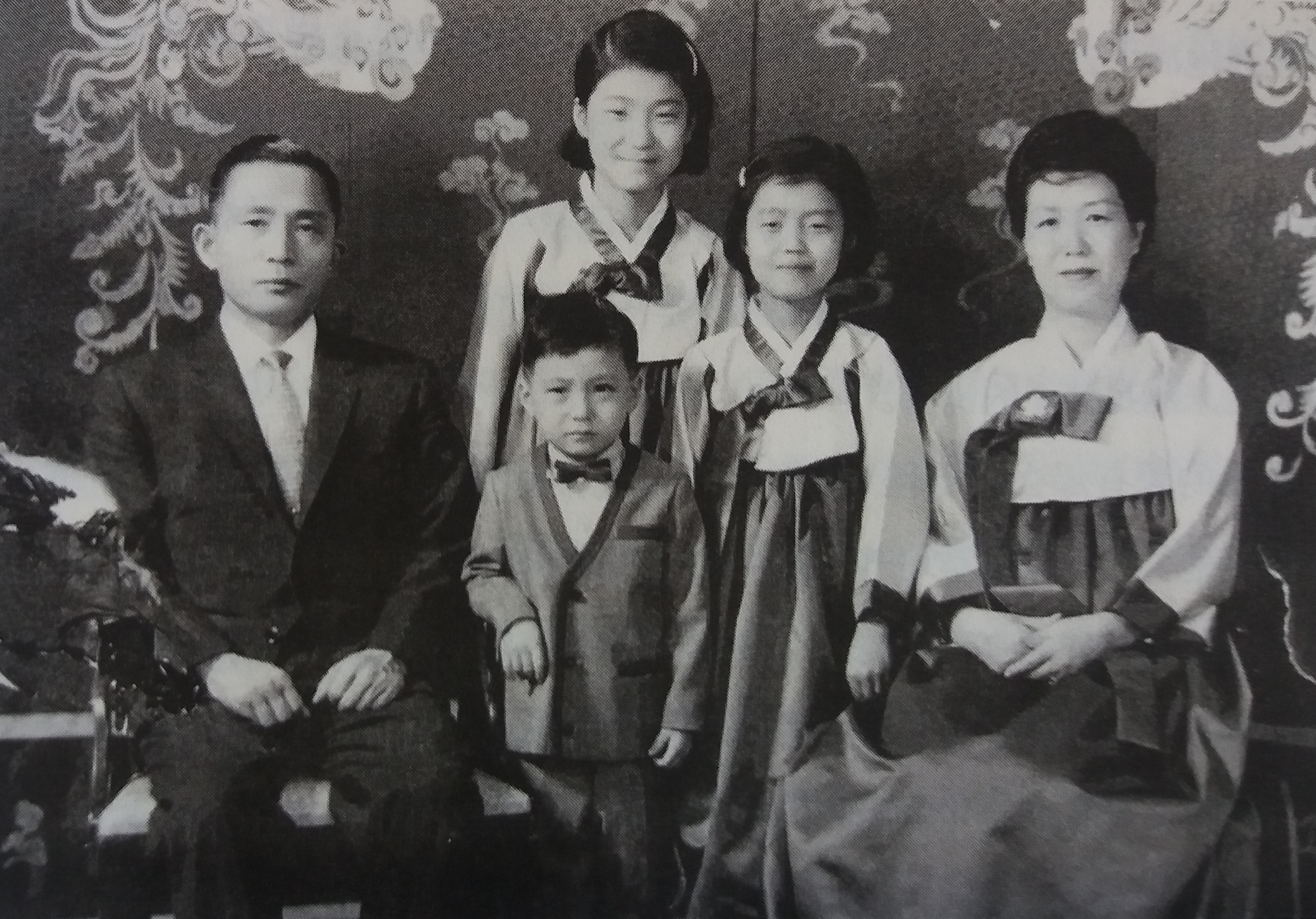
左から、朴正煕、朴志晩、朴槿恵、朴槿令、陸英修。

韓国第5代〜第9代大統領朴正煕の次女。母は陸英修、姉は第18代大統領朴槿恵、弟は朴志晩。元夫は豊山グループ創業者の息子、現夫は白石文化大学元教授のシン・ドンウク（俳優のシン・ドンウクとは別人）。
ソウル大学校音楽大学作曲科卒業。1990年12月に育英財団理事長に赴任した。1992年には子供交通安全協会総裁に選出された。1997年にハンナラ党に入党した。以後ハンナラ党忠北選挙対策委員会委員長、韓国災難救護総裁、韓国女性囲碁連盟総裁を勤め、現在はバイオ運動本部総裁職。
2015年7月30日に、ニコニコ生放送でのインタビューで、韓国が歴史問題で日本に謝罪を要求するのは不当で、日本の閣僚による靖国神社参拝を問題にするのも内政干渉だと発言した。
2012年4月11日の第19代総選挙には自由先進党から出馬。2016年4月13日の第20代総選挙では夫が党総裁を務める共和党から唯一の比例代表候補として出馬し落選した。
2016年5月に、週刊ポストのインタビューで、朴槿恵は本来反日ではなく、1980年代の訪日でも朴正煕大統領が説いた日韓の連携と韓国世論の親日化を目指して日本の各界と接触しており、第20代総選挙で勝利した韓国の野党の方が反日的な親北勢力で日韓関係を断絶させようとし、中国でさえ北朝鮮と距離を置くなかで韓国社会はその流れに逆行してしまったと発言した。
2021年12月21日、2022年3月に行われる大統領選挙に出馬することを表明した。